# Sortilèges (jeu vidéo)
Pour les articles homonymes, voir Sortilèges.
Sortilèges est un jeu vidéo d'aventure édité par Infogrames pour différents ordinateurs Thomson (MO5, MO6, TO7+16K, TO7/70, TO8, TO9, TO9+). Le jeu utilise des graphismes monochromatiques en 3D isométrique.

## Synopsis
Le joueur doit retrouver un talisman perdu dans un ancien temple maléfique (un labyrinthe comportant une centaine de salles ; la pièce de départ est choisie aléatoirement). Il faut agir vite car le temps est limité. 
Pour réussir, le joueur doit découvrir neuf parchemins qu'il jettera dans un chaudron. L'effet produit est aléatoire : soit le joueur obtient une fiole d'énergie ou un sablier permettant de regagner du temps, soit le joueur est transformé en monstre, soit un ennemi apparait.
Une fois tous les parchemins jetés dans les chaudrons, le joueur doit trouver l'unique sortie pour s'échapper du temple.

## Équipe de développement
- William Hennebois, Alain Vialon, Laurent Droulez